# Prêmio Israel
O Prêmio Israel (em hebraico:  פרס ישראל, transl.: pras israél) é um prêmio concedido pelo Estado de Israel e considerado a maior homenagem cultural do país. A honraria é concedida anualmente no Dia da Independência de Israel pelo ministro da Educação e Cultura, em uma cerimônia oficial em Jerusalém. O prêmio é concedido para uma média de nove a dez agraciados por conquistas notáveis em vários campos, incluindo estudos judaicos, sobre a Torá, e nas áreas de humanas, ciências e artes.
Apesar de ser concedido na presença do Primeiro-Ministro de Israel, os comitês de premiação são independentes e o seu processo de seleção é mantido em segredo, de modo a se manter livre de influências externas.

## História
O Prêmio Israel é concedido anualmente no Dia da Independência de Israel, em uma cerimônia oficial em Jerusalém, na presença do presidente, primeiro-ministro, membros do Knesset (parlamento israelense) e do presidente da Suprema Corte. O prêmio foi estabelecido em 1953 por iniciativa do ministro da Educação de Israel Ben-Zion Dinur, que recebeu o prêmio em 1958 e 1973.
Na cerimónia de entrega de prémios de 2013, o Ministro da Educação, Shai Piron, disse:
"A sociedade é medida pela importância dos seus intelectuais e líderes. Devemos fazer tudo o que estiver ao nosso alcance para garantir que os nomes dos laureados com o Nobel, dos laureados com o Prémio de Israel, dos filósofos, dos intelectuais, dos escritores e os líderes da mudança habitarão nos lábios dos jovens em Israel."

## Agraciamento

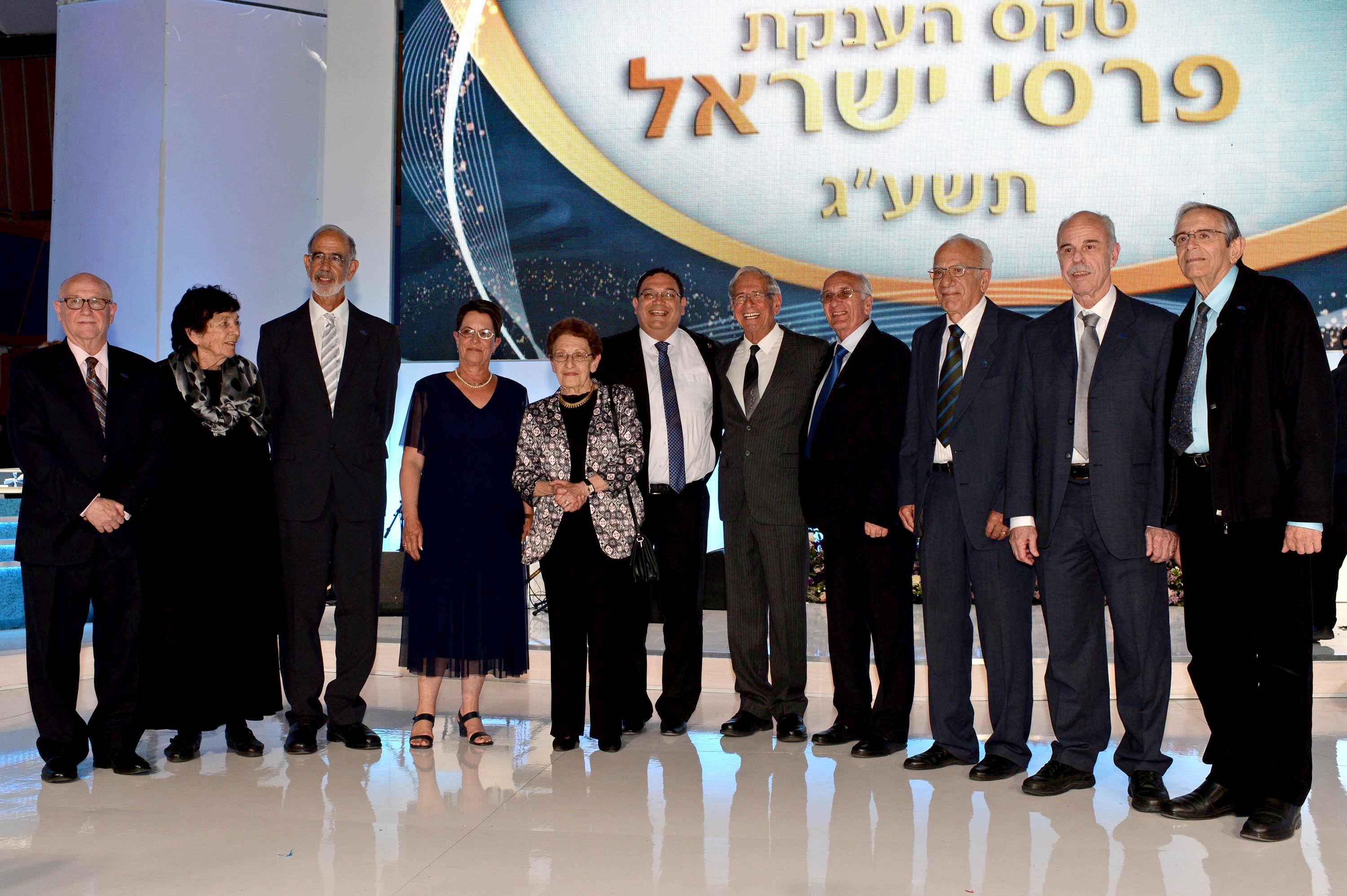
Cerimônia do Prêmio Israel realizada no Centro Internacional de Convenções de Jerusalém, em 16 de abril de 2013, quando Israel comemorava seu 65º Dia da Independência.

Os agraciados do Prêmio Israel devem ser cidadãos ou organizações israelenses que tenham demonstrado excelência ou inovado em um determinado campo.
O prémio é atribuído nas seguintes quatro áreas, com as subáreas precisas mudando de ano para ano num ciclo de 4 a 7 anos, exceto para a última área, que é atribuída anualmente:
- as humanidades, ciências sociais e estudos judaicos;
- vida e ciências exatas;
- cultura, artes, comunicação e esportes;
- conquista vitalícia e contribuição excepcional para a nação (desde 1972)

Os destinatários do prémio são cidadãos ou organizações israelitas que demonstraram excelência na(s) sua(s) área(s) ou que contribuíram fortemente para a cultura israelita. Os vencedores são selecionados por comissões de jurados, que encaminham as suas recomendações ao Ministro da Educação. Os vencedores dos prémios são eleitos por comissões ad hoc, nomeadas anualmente pelo Ministro da Educação para cada categoria. As decisões do comitê devem ser unânimes. O prêmio em dinheiro foi de NIS 75.000 em 2008.

## Agraciados
Vencedores proeminentes do Prêmio Israel incluem Shmuel Yosef Agnon, Martin Buber, Abba Eban, A. B. Yehoshua, Israel Aumann, Golda Meir, Amos Oz, Ephraim Kishon, Naomi Shemer, David Benvenisti, Leah Goldberg (postumamente) e Teddy Kollek, além de organizações como a Orquestra Filarmônica de Israel, Agência Judaica, Yad Vashem e Fundo Nacional Judaico. Embora o prémio seja geralmente atribuído apenas a cidadãos israelitas, em casos excepcionais pode ser atribuído a não-israelenses que tenham residência israelita durante muitos anos. Zubin Mehta recebeu um prêmio especial do Prêmio Israel em 1991. Mehta é originário da Índia e foi conselheiro musical e mais tarde diretor musical da Orquestra Filarmônica de Israel por 50 anos, até sua aposentadoria em 2019.
A última concessão do prêmio foi feito em 2 de abril de 2023.

## Controvérsias
A decisão de atribuir o prêmio a indivíduos específicos levou por vezes a debates políticos acalorados. Em 1993, a oposição do então primeiro-ministro Yitzhak Rabin à nomeação de Yeshayahu Leibowitz levou Leibowitz a recusar o prémio. Em 2004, o Ministro da Educação e Cultura, Limor Livnat, devolveu à comissão do prémio a decisão de atribuir o prémio ao escultor Yigal Tumarkin. A decisão foi levada ao Supremo Tribunal de Israel no caso do publicitário Shmuel Shnitzer, do político Shulamit Aloni, do professor Zeev Sternhell e do presidente do clube de basquete Maccabi Tel Aviv, Shimon Mizrahi.
Em fevereiro de 2015, o primeiro-ministro Benyamin Netanyahu vetou a nomeação de dois membros do júri do Prémio Israel de Literatura, o que levou os outros três membros, incluindo Ziva Ben-Porat, a demitirem-se em protesto. Netanyahu explicou que "[muitas vezes] parecia que os membros extremistas do painel estavam concedendo prêmios a seus amigos". Um dos candidatos ao prémio, Yigal Schwartz, da Universidade Ben-Gurion do Negev, retirou a sua nomeação e apelou a outros candidatos para fazerem o mesmo. Nos dias seguintes, membros dos comités de investigação literária e prémios cinematográficos também se demitiram, restando apenas dois membros dos 13 originais, e muitos outros candidatos retiraram as suas nomeações. David Grossman retirou a sua candidatura dizendo que "a ação de Netanyahu é uma manobra cínica e destrutiva que viola a liberdade de espírito, pensamento e criatividade de Israel e me recuso a cooperar com ela".
Em agosto de 2021, o Supremo Tribunal de Israel anulou por unanimidade uma decisão tomada em junho pelo ex-ministro da Educação Yoav Gallant de anular a atribuição do Prémio Israel em matemática e ciência da computação a Oded Goldreich devido às opiniões declaradas de Goldreich sobre os territórios ocupados. O procurador-geral Avichai Mendelblit recusou-se a defender em tribunal a retenção do prémio por parte de Gallant, que Mendelblit disse que "desviava-se do limite da razoabilidade e não era legal". A opinião majoritária do tribunal decidiu que Yifat Shasha-Biton, o sucessor de Gallant como Ministro da Educação, deveria decidir se entregaria o prêmio a Goldreich, enquanto uma opinião minoritária pedia que Goldreich o recebesse sem revisão adicional. Em novembro de 2021, Shasha-Biton anunciou que impediria Goldreich de receber o prêmio. Em um editorial, o Jerusalem Post escreveu que o "apelo de Goldreich ao boicote aos colegas de profissão ... é uma linha vermelha que não deve ser ultrapassada". Um editorial do Haaretz disse que a decisão de Shasha-Biton significava que "o prêmio de maior prestígio concedido por Israel não será a marca de excelência científica, mas de lealdade ao governo".

## Na cultura popular
- No filme He'arat Shulayim, pai e filho académicos competem pelo Prémio Israel, prejudicando a sua já complexa relação.

## Local
- Centro Internacional de Convenções
- Teatro de Jerusalém

## Anfitriões
| Ano  | Anfitrião                   |
| ---- | --------------------------- |
| 2016 | Tamar Ish-Shalom            |
| 2017 | Sara Beck                   |
| 2018 | Hila Korach                 |
| 2019 | Sharon Kidon                |
| 2020 | Sharon Kidon, Corrin Gideon |